# Tàngara de Puerto Rico
La tàngara de Puerto Rico (Nesospingus speculiferus) o tàngara porto-riquenya o plorosa és una espècie d'au paseriforme de la família Phaenicophilidae endèmica de Puerto Rico i illes limítrofes.
És l'única espècie del gènere Nesospingus P.L. Sclater, 1885. Històricament es classificava en la família dels tràupids (Thraupidae) però recents estudis genètics han indicat que ha de situar-se en la família dels fenicofílids (Phaenicophilidae), al costat d'altres tangaras del Carib, o encara a la seua pròpia família dels nesospíngids (Nesospingidae).
La tàngara de Puerto Rico mesura uns 16 cm de llarg i pesa 36g. El plomatge de les seves parts superiors és marró fosc, amb el cap negrós, excepte la gola que és blanca com la resta de parts inferiors. Presenta els flancs tacats de gris. Es pot trobar a esbarts d'uns dotze individus entre la vegetació densa. Dorm en les palmeres o en els canyars. S'alimenta de fruits de dàtils, formigues i altres insectes, a més d'aranyes, sargantanes i granotes. Es reprodueix entre gener i agost. Situa el seu niu en forma de bol en els arbres a no més de 9m. Els seus buits són de color crema amb motes terroses.